# Krąg kultur mogiłowych

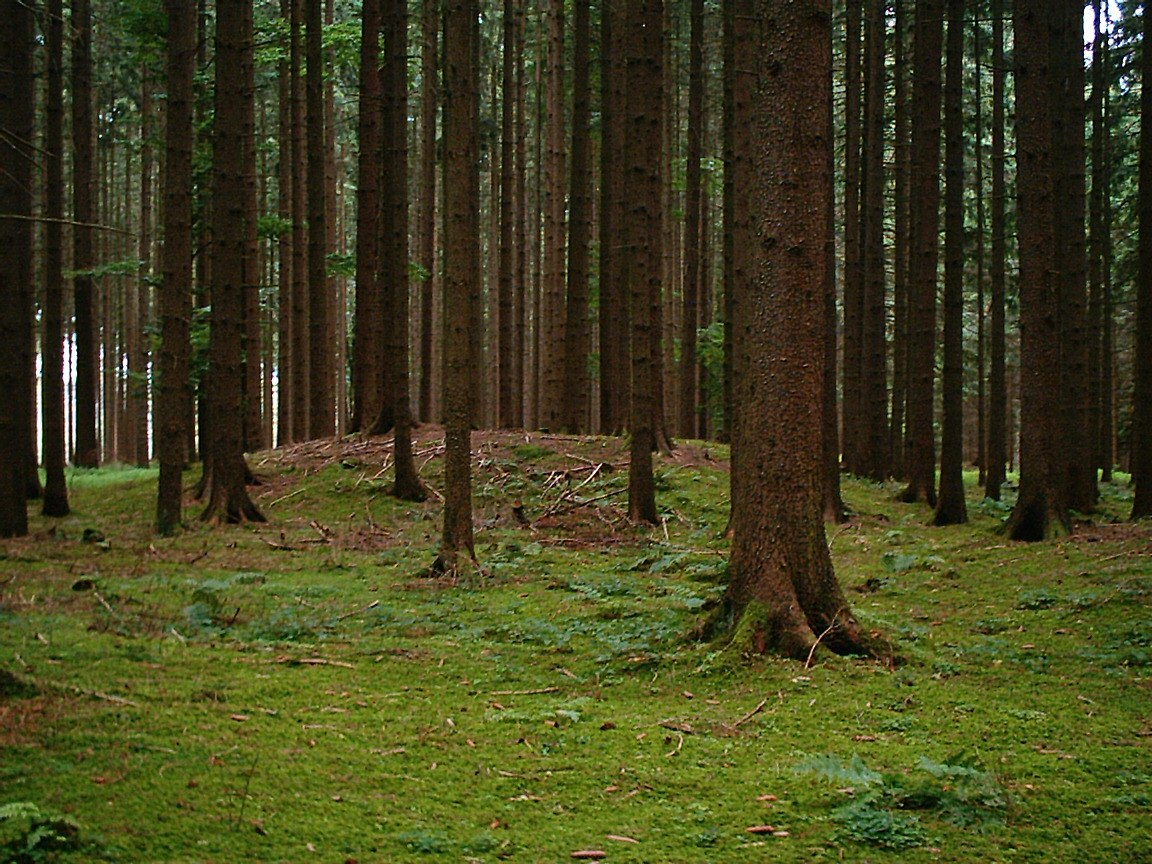
Kurhan kultury mogiłowej

Krąg kultur mogiłowych – grupa kultur archeologicznych starszej epoki brązu. Jej nazwa bierze się od rozpowszechnionych w niej form pochówków, czyli mogił w postaci kopców (kurhany).

## Geneza
U schyłku brązu A2 i w początkach brązu B1 według podziału chronologicznego epoki brązu Paula Reineckego w znacznej części środkowej Europy doszło do poważnych przemian kulturowych. W tym okresie notuje się upadek kultury unietyckiej oraz wielu innych mniejszych kultur, zwłaszcza zgrupowanych w dorzeczu środkowego Dunaju. Liczne osiedla tych kultur zostały w tym czasie opuszczone, na wielu dają się zauważyć także ślady dokonanych zniszczeń. Wiąże się to z przybyciem nowej ludności, związanej z kręgiem kultur mogiłowych. Napływ tej ludności zdecydowanie nie miał charakteru pokojowego o czym świadczą wspomniane już zniszczenia, liczne warstwy spalenizny na osadach, a także duża liczba związanych z tym okresem skarbów (skarby horyzontu Koszider). Przybycie nowej ludności doprowadziło do zapoczątkowania wędrówek ludów (według A. Mozsolicsa). To między innymi te przemieszczenia doprowadziły do pojawienia się kultury mykeńskiej na lądzie greckim. Trudno jednoznacznie określić skąd mogła wziąć się ludność kultury mogiłowej. Przypuszcza się, że pochodzi ona z zachodniej części środkowej Europy skąd zaczęła przesuwać się w kierunku wschodnim.

## Chronologia i obszar występowania

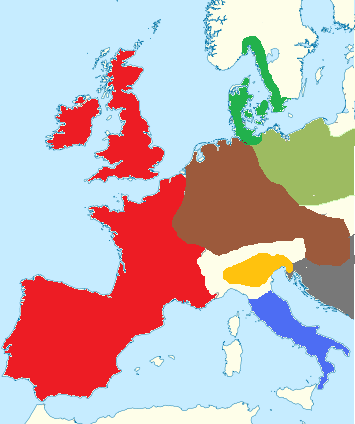
Orientacyjny zasięg kultur kręgu mogiłowego (kolor brązowy), na ciemnozielno kultury nordyjskie, jasnozielono kultura unietycka

W rozwoju kultur mogiłowych wyróżnia się trzy fazy. Pierwsza, która charakteryzuje się bardzo dużym terytorium występowania cech wspólnych dla wszystkich grup tej kultury, datowana jest na okres brązu B1 (1700–1500 lat p.n.e.). Faza środkowa, będąca okresem stabilizacji i rozwoju poszczególnych grup, datowana jest na okresy brązu B2 i C (1500–1300 lat p.n.e.). Faza późna (faza Riegsee lub Rixheim), przypadająca na okres brązu D (1300–1200 lat p.n.e.), nie występuje już na całym terytorium objętym przez ugrupowania tej kultury. Niektóre grupy w tym czasie przekształciły się już w kultury pól popielnicowych, a inne dalej utrzymywały swój mogiłowy charakter.
Na wschodzie kultury mogiłowe obejmowały swoim zasięgiem Kotlinę Karpacką aż po południkowy bieg Dunaju, a czasem nawet po Cisę. Na północnym wschodzie objęły tereny Śląska i Wielkopolski. Na północy sięgają one północnych Niemiec (Turyngia), natomiast na zachodzie obejmują dorzecze Renu i górnego Dunaju.

## Podział na grupy

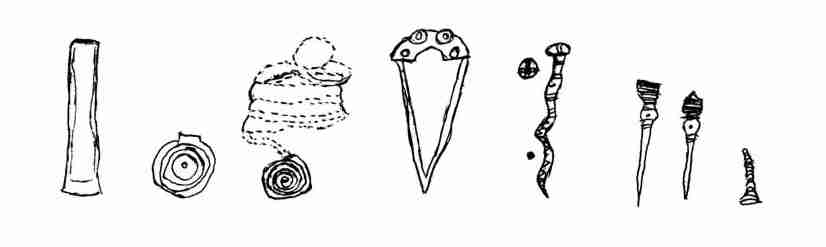
Wyroby charakterystyczne dla brązu B

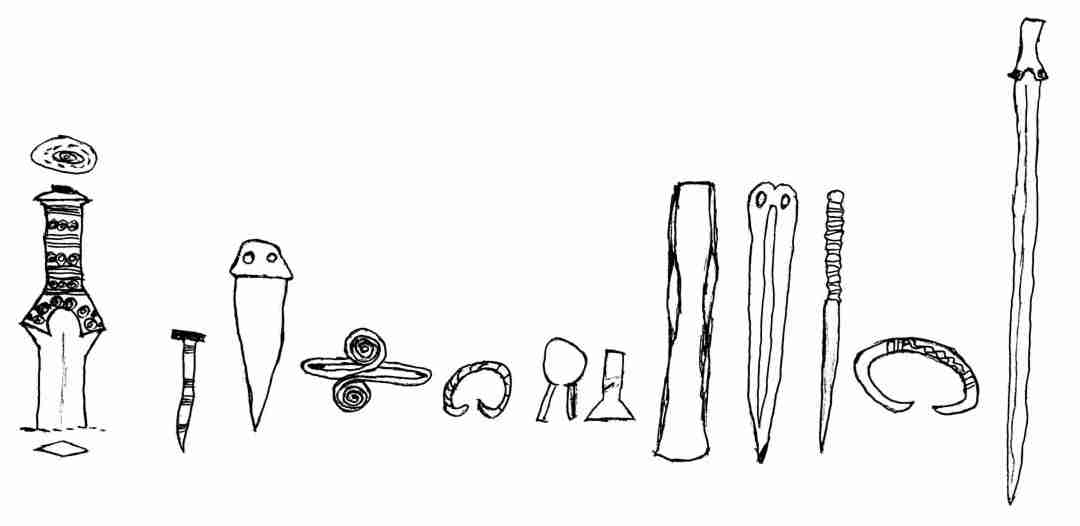
Wyroby charakterystyczne dla brązu C

Generalnie w kręgu kultur mogiłowych można wyróżnić grupy wschodnie oraz grupy zachodnie. Początkowo grupy zachowywały więcej cech wspólnych, a z biegiem czasu zaczęły tworzyć się wśród nich coraz większe różnice.
- Grupa wirtemberska w południowej Wirtembergii.
- Grupa środkoworeńska w dorzeczu środkowego Renu.
- Grupa alzacka (grupa Haguenau) na lewym brzegu Renu w Alzacji, której wpływy sięgały aż do Moguncji.
- Grupa wschodnio-hesko-turyńska na terenie zachodniej części środkowych Niemiec.
- Grupa czesko-palatynacka (grupa wschodnio-bawarsko-czeska) w zachodniej części Czech i przyległych obszarach Bawarii.
- Środkowodunajska kultura mogiłowa we wschodniej Austrii i na południowych Morawach.
- Karpacka kultura mogiłowa (kultura Egyek) w południowej Słowacji i przyległej północno-zachodniej części Węgier.
- Grupa Hajdubagos na terenie północno-wschodnich Węgier.
- Grupa Tápé na terenie południowo-wschodnich Węgier[1].
- Kultura przedłużycka na Śląsku, w Wielkopolsce i we wschodniej części Brandenburgii[2].

## Osadnictwo i gospodarka
Pozostałości osad są nieliczne i o wiele mniej znane oraz gorzej przebadane od cmentarzysk. Wiąże się to z przewagą hodowli nad rolnictwem w gospodarce ludności kręgu kultur mogiłowych. Zwłaszcza daje się to zauważyć na terenach wyżynnych. Dopiero w młodszych fazach następuje ustabilizowanie osadnictwa, mniejsza mobilność ludności oraz zwiększenie roli rolnictwa. Wiąże się to z przechodzeniem grup kręgu kultur mogiłowych w skład kręgu kultur popielnicowych.

## Obrządek pogrzebowy
Cechą wspólną dla kultur i grup kręgu mogiłowego był obrządek pogrzebowy, a dokładniej zwyczaj sypania kurhanów nad pochówkami. Kurhany występujące także w kręgu unietyckim, teraz stały się o wiele powszechniejsze i dostępne nie tylko dla wyselekcjonowanych elit. Dominował, zwłaszcza w starszej fazie, obrządek szkieletowy, natomiast obrządek ciałopalny występował w późnej fazie w niektórych grupach tego kręgu pod wpływem kultur naddunajskich. Przyjął się on głównie w grupach wschodnich. Zmarłych, ubranych w odświętny strój z ozdobami brązowymi, składano do grobów przeważnie w pozycji wyprostowanej. W niektórych grupach w pochówkach występowały trumny wykonane z kłód drewnianych. Często trumna ze zwłokami była obstawiona kamieniami lub nakryta brukiem czy nasypem kamiennym tworzącym kamienne jądro we wnętrzu kurhanu. Groby były bogato wyposażone, przy czym kobiety były chowane z dużą ilością ozdób i części strojów, natomiast mężczyźni z bronią i niekiedy z narzędziami. Następnie nakrywano pochówek kopcem z ziemi lub kamieni. Przeważnie na obwodzie kopca znajduje wieniec z ustawionych w obwodzie kamieni. Znane są także rzędy kamieni rozchodzące się promieniście do wnętrza kurhanu. Są to swego rodzaju praktyki religijne związane z wytyczaniem sfery sacrum. W obrębie jednego kopca występuje z reguły kilka pochówków, znane są także wkopy w starsze, neolityczne kurhany. Cmentarzyska kultur mogiłowych tworzyły z reguły zgrupowania kurhanów rozrzucone co kilkadziesiąt lub kilkaset metrów, zaś jedno takie zgrupowanie to kilka lub kilkanaście kopców (Schwarz w Turyngii, Dýšina koło Pilzna, Łęki Małe w Wielkopolsce).

## Inwentarz
Ceramika poszczególnych grup jest bardzo zróżnicowana. Wśród form dość powszechnych w wielu grupach można zaliczyć misy na pustych nóżkach, naczynia wazowate na dosyć wysokich, pustych nóżkach, ponadto różnego rodzaju dzbanki, kubki i misy. Wśród waz przeważają wazy o brzuścu baniastym i wyodrębnionej szyi, zaopatrzone w uszka umieszczone u nasady szyi lub na brzuścu. W zachodnich grupach rozpowszechniony był ornament ryty, ujęty w poziome strefy oraz głęboko wycinany ornament połączony z inkrustacją. Z kolei na wschodzie rozpowszechnił się ornament guzowy w różnych odmianach oraz zdobienie brzuśca gęstymi rytymi pionowymi żłobkami.
Wśród wyrobów metalowych największe znaczenie miała broń. Używano sztyletów i początkowo krótkich brązowych mieczy z zaznaczonym żeberkiem na głowni, przymocowanej za pomocą nitów do rękojeści zazwyczaj wykonanej z surowców organicznych. W młodszych fazach występują już dłuższe miecze, najczęściej dalej jednak łączone z rękojeścią za pomocą nitów, chociaż zdarzają się też miecze zaopatrzone w brązową sztabę do osadzania rękojeści. Spotyka się też brązowe groty oszczepów i włóczni, jednak dalej występują także groty i grociki krzemienne. Wśród siekierek funkcjonowały początkowo płaskie z podniesionymi brzegami, później zaś różne odmiany siekierek z piętką. W grupach wschodnich rozpowszechniły się czekany brązowe. Mniej jest natomiast noży i sierpów brązowych. Ponadto w grobach występują szczypczyki brązowe i różnego rodzaju ozdoby. Bardzo liczne są szpile różnych typów, a także bransolety i naramienniki, diademy z blachy brązowej, różnego rodzaju tarczki, wisiorki czy guzki. Znane są także oprócz wyrobów brązowych kolie bursztynowe.

## Zanik i wpływ na powstanie innych kultur
Kultury mogiłowe zanikały w okresach brązu C i D, przekształcając się w lokalne grupy i kultury należące do kręgu kultur pól popielnicowych. Wiązało się to ze zmianą sposobu gospodarowania, trybu życia, ze zmianami w formie pochówku. W pewnym sensie można mówić o „powrocie tradycji” wczesnobrązowych.